# آتشفشان کل
آتشفشان کل (انگلیسی: Kell) یک کوه آتشفشانی در شبه‌جزیره کامچاتکای کشور روسیه است.